# NASDAQ-100 Open 2004
NASDAQ-100 Open 2004 — тенісний турнір, що проходив на відкритих кортах з твердим покриттям. Це був 20-й за ліком Мастерс Маямі. Належав до серії Мастерс в рамках Туру ATP 2004, а також до серії Tier I в рамках Туру WTA 2004. І чоловічий і жіночий турніри відбулись у Tennis Center at Crandon Park у Кі-Біскейні (США) з 24 березня до 4 квітня 2004 року.
На цьому турнірі відбулась перша зустріч між Роджером Федерером і Рафаелем Надалем, що завершилася перемогою Надаля.

## Переможниці та фіналістки

### Одиночний розряд, чоловіки
Енді Роддік —  Гільєрмо Кор'я 6–7(2–7), 6–3, 6–1 (Coria знялася)
- Для Роддіка це був 2-й титул за сезон і 15-й - за кар'єру. Це був його 1-й титул Мастерс за сезон і 3-й - за кар'єру.

### Одиночний розряд, жінки
Серена Вільямс —  Олена Дементьєва 6–1, 6–1
- Для Вільямс це був 1-й титул за рік і 24-й — за кар'єру. Це був її 1-й титул Tier I за сезон і 7-й — за кар'єру.

### Парний розряд, чоловіки
Вейн Блек /  Кевін Ульєтт —  Йонас Бйоркман /  Тодд Вудбрідж 6–2, 7–6(14–12)
- Для Блек це був 1-й титул за рік і 15-й - за кар'єру. Для Ульєтта це був 1-й титул за рік і 21-й — за кар'єру.

### Парний розряд, жінки
Надія Петрова /  Меган Шонессі —  Світлана Кузнецова /  Олена Лиховцева 6–2, 6–3
- Для Петрової це був 1-й титул за рік і 5-й — за кар'єру. Для Шонессі це був 1-й титул за рік і 8-й — за кар'єру.